# Kári P. Højgaard
Kári P. Højgaard, född 21 juli 1951 i Strendur, är en färöisk postmästare och politiker (Nýtt Sjálvstýri).
Han har realexamen från Glyvrar från 1967, arbetade som sjöman 1967-1971 och brevbärare sedan 1971. Han är postmästare sedan 1976.
Højgaard var medlem av kommunstyrelsen i Runavíks kommun 1989-2008, och vice borgmästare 2005-2008. Han ställde inte upp till återval vid kommunvalet 2008. Han var ersättare i Färöarnas lagting från Eysturoys valkrets 1998-2002 och var fast ersättare för Sámal Petur í Grund från 26 maj 2001 till 30 april 2002. Han blev invald på eget mandat i lagtinget vid valet 2002. Højgaard var parlamentarisk ledare 2001-2011 och inrikesminister 2011-2013. Han övertog som partiordförande i Sjálvstýrisflokkurin efter Eyðun Elttør 2002 och innehöll platsen till 2010 då han lämnade över rollen till Kári á Rógvi. Efter inre stridigheter i partiet var dock Kári á Rógvi tvungen att avsäga sig sin partiledarroll vid ett landsmöte 2011, och Kári P. Højgaard återvaldes till partiledare. Hösten 2013 drog han sig tillbaka som minister efter kritik för hanteringen av tunnelprojektet vid Skálafjørður. Den 9 april 2015 lämnade han partiledarplatsen till fördel för Klaksvíks borgmästare Jógvan Skorheim.
Han har varit medlem av Lagtingets delegation till Västnordiska rådet sedan 2001 och är idag delegationsledare och rådets andra viceordförande. Han var rådets ordförande 2008-2009. Vidare var han medlem av Lagtingets delegation till Nordiska rådet 2004-2008, och var där medlem av Miljö- och naturresursutskottet. Højgaard ledde Lagtingets kontrollkommitté 2004-2008 och var medlem 2008-2011 i Lagtingets näringskommitté, dit han återkom mellan 2013 och 2015.

## Lagtingskommittér
- 2013-2015 medlem i Näringskommittén
- 2008-2011 medlem i Näringskommittén
- 2004-2008 ordförande i Kontrollkommittén
- 2004-2008 medlem i Finanskommittén
- 2002-2004 medlem i Finanskommittén
- 2002-2004 medlem i Kulturkommittén
- 2001-2002 medlem i Finanskommittén